# Hospital UZ Leuven
El Hospital Universitario UZ Leuven, a menudo abreviado UZ Leuven, es un hospital universitario de Lovaina, Bélgica, asociado con la Universidad KU Leuven. Consta de cinco campus universitarios: Gasthuisberg, Lubbeek, Pellenberg, Sint-Pieter y Sint-Rafael. El hospital tiene 1 995 camas y más de 9 000 empleados.

## Campus

### Campus Gasthuisberg
Traducido literalmente 'casa de huéspedes de la colina' (gasthuis es también hospital), su nombre se ha convertido en sinónimo de UZ Leuven. Es el mayor y más conocido de todos los campus. Alberga muchas de las instalaciones de la universidad, entre ellas los laboratorios de investigación, auditorios de la facultad de medicina y facultad de ciencias farmacéuticas, un centro de formación, una biblioteca y un restaurante universitario. Aparte de la KU Leuven, la UCLL (facultades de la Universidad de Lovaina Limburgo) también tiene instalaciones de enseñanza en el campus Gasthuisberg, con estudios de Enfermería y Ciencias de la computación.
Este campus es conocido por estar en permanente construcción desde sus inicios, allá por la década de 1970.

### Campus Lubbeek
Situado en Lubbeek, a unos 11 km desde el centro de la ciudad, es el campus más alejado del centro de la ciudad.

### Campus Pellenberg
El campus Pellenberg está situado en el distrito de Pellenberg, a unos 8 km desde el centro de la ciudad de Lovaina. Está situado en una zona rural.

### Campus Sint-Pieter
El campus Sint Pieter (San Pedro) es el más antiguo de los campus de Lovaina. Su historia se remonta al año 1080 y se encuentra ubicado en el centro de la ciudad.

### Campus Sint-Rafael
El campus Sint-Rafael (San Rafael) está situado junto al campus Sint-Pieter en el centro de la ciudad de Lovaina. Tiene algunos de los mayores auditorios y laboratorios de la universidad, todavía en uso. Las disecciones de cuerpos humanos de la facultad de medicina tienen lugar aquí.

## Historia
- 1080: Se construye el Hospital Sint-Pieter.
- 1426: Comienzan las primeras clases en el Hospital Sint-Pieter.
- 1836: La ciudad de Lovaina y la universidad deciden construir un nuevo hospital.
- 1928: La universidad construye el campus Sint-Rafael.
- 1945: Tras la Segunda Guerra Mundial, se construye un nuevo hospital.
- 1958: El Sanatorio de Santa Bárbara, en Pellenberg, hospital de tuberculosos, forma parte de la universidad.
- 1970: Tras la escisión en dos de la antigua universidad de Lovaina, una francesa y una neerlandesa, se funda el Hospital UZ Leuven, vinculado a la Facultad de medicina de la KU Leuven.
- 1971: Se construye el campus Gasthuisberg.
- 1975: Fase I del nuevo proyecto, un departamento de pediatría.
- 1980: Fase II agrega capacidad y departamentos de emergencias, ginecología, maternidad, medicina interna y cirugía.
- 1989: Fase III: algunos departamentos de los campus de Pellenberg y Sint-Rafael se trasladan a Gasthuisberg. El Centrum voor Menselijke Erfelijkheid (CME, center for human genetics) se encuentra ahora en Gasthuisberg, junto con otros laboratorios.
- 2001: Fase IV: se trasladan el resto de departamentos de Sint-Pieter a Gasthuisberg.